# Brunch (album)
Pour les articles homonymes, voir Brunch (homonymie).
Albums de Wink
Aphrodite
(1993) Diary
(1994)
Singles
Brunch (écrit en majuscules : BRUNCH) est le 11e album original de Wink ; il fut à l'origine sous-titré Sakihokore Itoshisa yo (咲き誇れ愛しさよ) sur les fiches de présentation accompagnant le disque pour tirer parti du succès du single homonyme.

## Présentation
L'album sort le 26 novembre 1993 au Japon sous le label Polystar, cinq mois après le précédent album du groupe, Aphrodite. Comme lui, il n'atteint que la 31e place de l'Oricon, et ne reste classé que pendant trois semaines.
Deux des chansons de l'album, Sakihokore Itoshisa yo (écrite par la chanteuse Maki Ohguro) et Made In Love, étaient déjà parues sur le précédent single sorti trois mois auparavant, Sakihokore Itoshisa yo, qui restera le dernier succès du groupe. Quatre autres chansons sont interprétées en solo : Mikazuki no Yoru no Kotoritachi et Ai wo Komete par Shoko Aida (qui a écrit et composé la dernière), et Dare mo Shiranai et Anata e no Omoi par Sachiko Suzuki (qui a écrit la dernière).
L'album contient quelques reprises de chansons occidentales adaptées en japonais : 
- Movin' On est une reprise de la chanson de Bananarama sortie en single en 1992.
- Mikazuki no Yoru no Kotoritachi est une reprise de la chanson I Want to Know What Love Is de Foreigner sortie en single en 1984.

## Liste des titres
| 1.  | Movin' On (MOVIN' ON)                                  | Dallin, Woodward, Stock, Waterman/ Kobayashi     | 5:20 |
| 2.  | Made In Love                                           | R.Serizawa/Seishiro Kusunose/Satoshi Kadokura    | 4:44 |
| 3.  | Namida wo Semenaide (涙を責めないで)                   | Patrick DeRemer, Jeff Pescetto / Arr: Ian Prince | 4:17 |
| 4.  | Dare mo Shiranai (誰も知らない)                        | Rui Serizawa / Melo Osny / Ian Prince            | 4:41 |
| 5.  | Mikazuki no Yoru no Kotoritachi (三日月の夜の小鳥たち) | Mick Jones / Mick Jones / Shingo Kobayashi       | 5:29 |
| 6.  | Oitsumetai (追いつめたい)                              | Nobumi Tozawa / Kiichi Yokoyama / Ian Prince     | 4:25 |
| 7.  | Sakihokore Itoshisa yo (咲き誇れ愛しさよ)              | Maki Ohguro / Tetsurō Oda / Takeshi Hayama       | 3:31 |
| 8.  | Anata e no Omoi (あなたへの想い)                       | Sachiko Suzuki / Takao Kisugi / S. Kobayashi     | 4:35 |
| 9.  | Ai wo Komete (愛を込めて)                              | Shoko Aida / Shoko Aida / Shingo Kobayashi       | 5:24 |
| 10. | Drop (ドロップ)                                        | Kanata Asamizu / Takako Nakano / Sushi Ebi       | 3:59 |

Notes
1. ↑  paroles japonaises de Rui Serizawa
2. ↑  paroles japonaises de Yumi Yoshimoto
3. ↑  paroles japonaises de Nobumi Tozawa